# Podkugoieiski
Podkugoieiski (rus: Подкугоейский) és un khútor del krai de Krasnodar, a Rússia. Pertany a l'assentament rural de Kugoiéiskaia.